# Ernst Niemann
Johannes Victor Ernst Niemann (* 4. Oktober 1900 in Leipzig; † 1983) war ein deutscher Finanzbeamter und Leiter der Devisenstelle Stuttgart.

## Leben
Niemann war der Sohn eines Buchhändlers und wuchs mit fünf jüngeren Geschwistern auf. Der Vater fiel 1914 im Ersten Weltkrieg, die Mutter starb 1918. Seine Schulzeit beendete er als Einjährig-Freiwilliger. Anschließend besuchte er die Handelshochschule und machte eine Ausbildung zum Handlungsgehilfen in einer Privatbank. Ernst Niemann war angeblich noch kurze Zeit als Soldat im Ersten Weltkrieg eingesetzt, 1920 gehörte er einem Freikorps an. 1924 begann Niemann seine Berufslaufbahn als „Reichsbankanwärter“ in der Nebenstelle der Reichsbank in Plauen. Ende der 1920er Jahre wechselte er nach Offenburg, 1930 dann nach Halle / Saale. In Offenburg trat Niemann zum 1. September 1930 der NSDAP bei (Mitgliedsnummer 308.553). Hier und in Halle war er jeweils Rechnungsführer einer NSDAP-Ortsgruppe. In Halle wurde er Kreisfachschaftsleiter der NSDAP für öffentliche Banken.
1935 wurde Niemann zum Reichsbankoberinspektor befördert, 1936 zum Reichsbankrat. Im gleichen Jahr wurde er an die „Reichsstelle für Devisenbewirtschaftung“ in Berlin abgeordnet. Am 1. Oktober übernahm Niemann die Leitung der Devisenstelle Stuttgart. Die Devisenbewirtschaftung mit ihrem Kontroll- und Lenkungsapparat war zu dieser Zeit insbesondere ein effektives Instrument zur Erfassung und Verstaatlichung jüdischer Vermögen. Dem Leiter der Einrichtung kam dabei eine beträchtliche Machtfülle und großer Handlungsspielraum zu. Der spätere Ministerpräsident von Baden-Württemberg, Reinhold Maier schrieb 1947 an die Spruchkammer über Niemann: „Im Gegensatz zu seinem Amtsvorgänger, Regierungsrat Dr. Jaeger, welcher die Erlasse und Gesetze mit tunlichster Sachlichkeit und Milde anwandte, zog mit dem Amtsantritt von Herrn Niemann in Stuttgart die schärfste Tonart gegen die Juden ein.“ Das vielfach bezeugte brutale und rücksichtslose Vorgehen Niemanns gegen Juden, die emigrieren wollten, kam nach dem Krieg im Spruchkammerverfahren zur Sprache.
1939 wurde Niemann zum Direktor der Reichsbank-Nebenstelle in Glatz befördert. Im Zweiten Weltkrieg war er 1941 zur Reichskreditkasse in Brüssel und von Juli 1944 bis Ende 1944 zur Reichskreditkasse in Riga abgeordnet. Hier war er wahrscheinlich auch für die Verwertung des letzten Eigentums zahlreicher nach Riga deportierter Juden aus Württemberg befasst.
Nach dem Krieg wurde ein Spruchkammerverfahren gegen Niemann eröffnet, bei dem der Rechtsanwalt Benno Ostertag die Israelitische Kultusvereinigung als Nebenkläger vertrat. Niemann wurde als „Hauptschuldiger“ eingestuft, ein Urteil, das 1952 von der Zentralspruchkammer rechtskräftig bestätigt wurde. Damit verlor er seine berufliche Perspektive als Finanzbeamter und seine Versorgungsbezüge. Die Familie war daneben von Lastenausgleichszahlungen für Vertriebene ausgeschlossen. Ein Teil seiner Pension wurde ihm später in einer Gnadenentscheidung zugesprochen.
Niemann war zweimal verheiratet, seine erste Frau starb 1934, mit der zweiten, deutlich jüngeren Frau hatte er sieben Kinder.